# Братан (озеро)
Братан (балийск. Danau Bratan) — озеро на индонезийском острове Бали. Расположено на территории деревни Чандикунинг в районе Батурити, который, в свою очередь, входит в состав округа Табанан провинции Бали. Лежит на высоте 1231 м над уровнем моря. Площадь поверхности — 3,8 км². Глубина достигает 22 м.
Озеро образовалось в кальдере древнего вулкана около 20 000-50 000 лет назад. Это одно из трех озер в исторической местности Бедугул (наряду с Буян и Тамблинган).
На берегу озера стоит знаменитый храм Пура Улун Дану Братан, построенный в XVII веке. Храм посвящен богине Деви Дану, которая согласно легенде дарует плодородие.
Согласно местному поверью, тот, кто искупается в озере Братан, обретет вечную молодость. Этот миф привлекает туристов, хотя вода в озере довольно холодная.
Воды озера используются для орошения рисовых полей центрального Бали. В засушливые сезоны уровень воды может значительно падать. Братан является популярным местом для рыбалки и водных видов спорта, а также здесь разводят тилапию и карпа, а также можно покататься на лодках и даже заняться парасейлингом.